# Turbo-Union RB199
Il Turbo-Union RB199 è un motore aeronautico a reazione turboventola a basso rapporto di diluizione sviluppato e costruito nei primi anni settanta dalla Turbo-Union, una joint venture tra la britannica Rolls-Royce, la tedesca MTU e l'italiana Avio Aero. L'unica applicazione di questo motore è il Panavia Tornado.

## Storia

### Sviluppo
L'RB199 fu testato sul bombardiere strategico Avro 698 Vulcan, lo stesso che è stato usato per collaudare l'Olympus 593 del Concorde. Per installarlo sul Vulcan, vennero realizzate apposite gondole motore (i sostegni attaccati nella parte inferiore dell'ala che reggono i motori). Il primo volo di prova venne effettuato nel 1972.
La progettazione e costruzione dei differenti moduli del motore venne divisa tra i partecipanti del progetto. La Rolls-Royce curò la presa d'aria, il carter del compressore di bassa pressione, il fan, la camera di combustione, tutta la sezione relativa alla turbina di alta pressione ed il sistema di controllo del combustibile. La MTU progettò e costruì i compressori di media ed alta pressione, il carter del compressore di pressione intermedia, la scatola di ingranaggi per gli accessori motore, il condotto di bypass (compreso il carter esterno), la turbina di pressione intermedia col relativo albero e gli inversori di spinta. La Avio era responsabile dell'intera turbina di bassa pressione e relativo albero, della parte posteriore del postbruciatore e dell'ugello di scarico a geometria variabile.
Fino al 1996 (anno in cui venne chiusa la linea di produzione) furono costruiti complessivamente 2504 motori nelle differenti versioni.

### Tecnica
L'RB199 è un motore costruito con una filosofia modulare, secondo la quale le 16 sezioni che lo compongono possono essere sostituite individualmente, facilitando così le operazioni di manutenzione.
Tutte le versioni dell'RB199 hanno una configurazione a tre alberi (concentrici) che collegano gli stadi dei compressori di bassa, media ed alta pressione alle rispettive turbine. I compressori di bassa e media pressione sono dotati di tre stadi ciascuno e girano entrambi in senso orario. Il compressore di alta pressione (a sei stadi) gira invece in senso antiorario per ridurre gli effetti giroscopici. La camera di combustione è di tipo anulare. La turbina di alta pressione e quella di pressione intermedia sono a singolo stadio con palette raffreddate da aria spillata dal compressore. La turbina di bassa pressione ha due stadi. Completano il motore il postbruciatore con ugello a geometria variabile e gli inversori di spinta per facilitare l'arresto del Tornado in fase di rullaggio una volta atterrato.
Il disegno dell'unità, particolarmente compatta, offre un elevato rapporto spinta-peso e spinta-volume pur mantenendo buone capacità di controllo e basso consumo di combustibile.
L'RB199 fu il primo motore militare ad installare un FADEC totalmente digitale, senza unità idromeccaniche di backup.

## Varianti ed applicazioni
RB199 Mk 101
Variante iniziale montata sui primi Tornado IDS, con una spinta di 38,7 kN, aumentabile a 66,01 tramite postbruciatore.
RB199 Mk 103
Versione potenziata sempre per i Tornado IDS, con una spinta di 40,5 kN o 71,2 kN con postbruciatore.
RB199 Mk 104
Versione per il Tornado ADV con una spinta di 40,5 kN o 73 kN con postbruciatore.
RB 199 Mk 104D
Versione derivata usata nel British Aerospace EAP.
RB199 Mk 105
Versione per il Tornado ECR applicabile anche al Tornado IDS, con una spinta di 42,5 kN o di 74,3 kN con postbruciatore
RB199-122
Versione originariamente chiamata Mk 104 derivata dell'Mk104D, montata nei primi due prototipi dell'Eurofighter Typhoon (DA1 e DA2) fino all'arrivo dell'Eurojet EJ200.